# Bart-Mangled Banner
«Bart-Mangled Banner» (рус. Барт-портящий флаг) — двадцать первая серия 15-го сезона мультериала «Симпсоны».

## Сюжет
Гомер и Мардж берут детей, чтобы сделать им прививки. Как раз перед тем, как доктор Хибберт собирается ввести инъекцию Барту, тот убегает. После погони через весь город Хибберт, наконец, перехитрил Барта, (Барни надел латексную маску с лицом доктора) и, наконец, впрыскнул в него. Тем не менее, укол заставляет ушные отверстия Барта набухать, делая его временно глухим. Хибберт также заставляет Гомера подписывать отказ от халатности. Мардж хотела, чтобы Барт остался дома; однако Барт хочет играть в ослиный баскетбол.
Во время игры Барт насмехается над ослом с морковкой, не подозревая, что школа читает национальный гимн. После того, как он помещает морковь в шорты, осел берет ее и срывает шорты мальчика. В результате мальчик склонился своими ягодицами к флагу США, который весит позади него. Толпа видит это. Вскоре после этого «Спрингфилдский Покупатель» рассказывает и полностью искажает эту историю, заставляя думать, будто Барт преднамеренно так отнёсся к флагу. Мардж и Гомер попытались рассказать директору Скиннеру, что мальчик был глух в то время; однако, из-за того, что Барт постоянно шутит, Скиннер не верит в это. И вскоре Симпсонов будет ненавидеть весь Спрингфилд.
Барт и его семья не все ненавидят Америку. Симпсонов приглашают на ток-шоу и рассказать свою сторону истории. Гомер советует Мардж не забираться слишком далеко. Однако ведущий спрашивает: «Какую часть Америки вы больше всего ненавидите?» (пример обманчивости многих вопросов). Мардж говорит, что если ведущие вопросы, подобные этим, являются единственными формами обсуждения в Соединенных Штатах, то она ненавидит Соединенные Штаты. Она также сказала, что ей очень нравится в Спрингфилде, побуждая ведущего сказать, что Спрингфилд ненавидит США. Затем США поворачиваются спиной к Спрингфилду (хотя повсеместно отмечается слава Спрингфилда на Ближнем Востоке), поэтому мэр Куимби лихорадочно решает изменить название Спрингфилда на «Свободо-Виль», прежде чем Спрингфилд будет уничтожен Америкой за непатриотичность. Все в городе быстро патриотизируется; цвета светофора меняются на красный, белый и синий, и все стоит 17,76 долларов. В церкви Лиза говорит свое мнение о патриотизме, в результате чего Симпсонов берут под стражу за нарушение «Закона о лучшем знании правительства».
Симпсонов отправляют в «Центр перевоспитания Рональда Рейгана», в котором размещаются Майкл Мур, Дикси Чикс, Элмо, Эл Франкен и Билл Клинтон, а также человек, который стонет: «Мое единственное преступление заключалось в перевозке фургона, полного взрывчаткой из Канады!» Мардж чувствует себя плохо, потому что Гомер предупредил её об этом слишком поздно. С некоторой помощью от последнего зарегистрированного демократа Симпсоны убегают из тюрьмы, но понимают, что центр переобучения — это тюрьма Алькатрас. Пока они плывут к суше (предпочитая плыть в Окленд, а не в Сан-Франциско, потому что они «не сделаны из денег»), их подхватывает французский грузовой корабль и вывозится во Францию. Они хорошо приспособлены, но все же скучают по Соединенным Штатам, главным образом потому, что там все их вещи. Затем они возвращаются в США, одетые как иммигранты XIX века из Европы, где Гомер говорит о планах интеграции в Соединенные Штаты.

## Культурные отсылки
- Название эпизода — отсылка к названию Национального гимна США «The Star-Spangled Banner» (рус. «Знамя, усыпанное звёздами»).
- Сцена, в которой доктор Хибберт преследует Барта в урожае, отражает сцену в триллере Альфреда Хичкока 1959 года «К северу через северо-запад» (англ. North by Northwest).
- Когда Гомер играет в мини-гольф, человек на площадке для гольфа называет его Бенедиктом Арнольдом.
- Когда Гомер покидает площадку для гольфа, он разбивает Капитолий Соединенных Штатов и Национальный мемориал Рашмор.
- Думая об изменении названия Спрингфилда, мэр Куимби ссылается на «Гитлер-Сити, штат Северная Каролина», который (по его словам) также изменил свое название на «Шарлотт».
- «Закона о лучшим знании правительства» является сатирой на противоречивое законодательство США 2001 года, Патриотический акт, направленный на борьбу с терроризмом в Соединенных Штатах и за рубежом.
- Когда Симпсоны смотрят перевоспитывающий мультфильм, Лиза упоминает, что ей давали тиопентал натрия, который иногда используется во время допросов в качестве сыворотки правды.
- Попытка президента Клинтона курить 100 сигарет сразу является ссылкой на Книгу рекордов Гиннесса.
- На показе талантов Симпсоны начинают петь «America the Beautiful», а затем переключаются на свою собственную песню. Во время выступления Лиза сжигает карту ACLU. Всё представление — это пародия на мюзикл «Звуки Музыки», где герои убегают от нацистов.
- После того, как город меняет свое имя, Апу меняет имена своих восьмернят на «Линкольн», «Свобода», «Кондолиза», «Кола», «Пепси», «Явное предначертание», «Яблочный пирог» и «Супермен», сменив фамилию семьи на Макгилликадди.

### Отсылки к предыдущим сериям
- Платье, которое носила Мардж в Париже, — это та, которую она купила в магазине Chanel из серии седьмого сезона «Scenes from the Class Struggle in Springfield».
- Термин «Bart-Mangled Banner» ранее использовался в эпизоде «Bart vs. Lisa vs. the Third Grade», когда Барт разрушает проект флага Лисы.

## Отношение критиков и публики
Во время премьеры на канале Fox эпизод был просмотрен 8,2 миллионами человек с рейтингом 5.2, делая его самым популярным шоу в ту ночь на канале.